# Martina Vrbová
Martina Hynková Vrbová (* 23. listopadu 1971 Praha, Československo) je česká moderátorka a scenáristka.

## Životopis
Díky otcově práci vyrůstala několik let v Bolívii. Na pražské Státní konzervatoři vystudovala hru na klasickou kytaru, ve studiích (spolu s jazykem) pokračovala ve Španělsku (Královská konzervatoř v Madridu), kde později v roce 1998 spoluuváděla (pod jménem Martina Hegel) několik dílů vědomostní soutěže Waku Waku ve španělské státní televizi.

## Moderování v Česku
V České televizi začínala jako programová hlasatelka (v této funkci působila až do jejího zrušení). Zároveň od té doby moderovala řadu pořadů:
- Country Express Praha–Nashville (s Jiřím Brabcem)
- TýTý 2001 (uvádění jedné z kategorií)
- Obrazovka
- ČT vize
- Volejte učiteli (s Alešem Cibulkou)
- Co mám dělat když…?
- Vypadáš skvěle!
- Sama doma (obvykle s Ester Janečkovou)[5]
- Retro (2008–2011)
- 13. komnata (několik desítek dílů)[6]
- Kam s nimi, Kam s ní (ekologické cykly, autorka a spoluscenáristka)[7]
- Dětská záchranka v akci (vzdělávací cyklus pro děti, autorka a scenáristka)
- K poctě zbraň!

Rozhlasové pořady
- Noční linka (živý pořad v ČRo)[8]
- Sedmý světadíl (pořad o cestování v ČRo Leonardo)
- Česko, země neznámá (od roku 2014 živý pořad na všech regionálních stanicích Českého rozhlasu)
- další pořady Hudební návraty, Nebreč, usměj se, Kukátko, V kurzu, Toulavý mikrofon…

Jako mediální patronka Dětského krizového centra uvádí každoroční květnovou akci Darujte sebe v Praze na Letné.

## Osobní život
V březnu 2006 se v Austrálii vdala za známého investigativního novináře Jiřího Hynka. V roce 2011 adoptovali dceru Dominiku. Následně na to, ve stejném roce, porodila dceru Valentýnu a v roce 2015 přišel na svět ještě syn Matyáš. 
V roce 2024 jí vyšla kniha v nakladatelství CPress "Žiju bez dětí".